# Miguel Juan Pascual
Miguel Juan Pascual (Castellón, c. 1505-1561) fue un médico español.

## Biografía
Nació en Castellón de la Plana en torno a 1505. Estudió en la Universidad de Valencia, donde fue discípulo de Luis Collado; en la Universidad de Alcalá, y en la Universidad de Montpellier, bajo Juan Falcón. Tradujo al castellano la obra Praxis rei chirurgica de Giovanni da Vigo con el título Práctica copiosa de lo necesario para el cirujano (1548). Los libros de su autoría son De morbo quodam compositio, qui vulgo apud nos gallicus apellatur (1524) y Praxis medica sive methodus curandi (1555). El apéndice de esta última obra, Medica disputatio. An cannabis et aqua in qua mollitur passint aerem inficere, es uno de los primeros textos sobre la contaminación desde el punto de vista de la salud pública; en concreto trata sobre las balsas donde se maceraba cáñamo, que se pensaba que causaban enfermedades. Falleció en 1561.